# (43993) Mariola
(43993) Mariola (1997 OK) – planetoida z pasa głównego asteroid okrążająca Słońce w ciągu 4,51 lat w średniej odległości 2,73 j.a. Odkryta 26 lipca 1997 roku.